# Cophixalus exiguus
Cophixalus exiguus é uma espécie de anfíbio, da família Microhylidae. Apenas pode ser encontrada numa área restrita a nordeste de Queensland, na Austrália. É a espécie de anuro de menores dimensões na Austrália.

## Morfologia
É uma espécie de dimensões muito reduzidas, atingindo um tamanho de 16-19 milímetros. A superfície dorsal é cinzenta e castanha, com algumas secções pálidas. Nalguns indivíduos, uma larga linha vertical está presente, que se alarga em direcção aos olhos. Os dedos são almofadados e não possuem membranas interdigitais.

## Ecologia e comportamento
É uma espécie semi-arbórea, mas normalmente encontrada junto ao solo, entre troncos de árvores e folhas caídas de árvores. Produz vocalizações durante a época de acasalamento, a partir de árvores, a alturas até 1,5 metros. A vocalização de chamamento consiste numa série rápida de cliques. O seu habitat é a floresta húmida, que pode incluir árvores do género Acacia. Apenas pode ser encontrada a norte de Queensland, a Sul de Cooktown. Está isolada geograficamente da maioria das espécie do género onde está incluída.